# フチェッキオ
フチェッキオ（伊: Fucecchio）は、イタリア共和国トスカーナ州フィレンツェ県にある、人口約23,000人の基礎自治体（コムーネ）。

## 地理

### 位置・広がり

#### 隣接コムーネ
隣接するコムーネは以下の通り。括弧内のLUはルッカ県、PIはピサ県、PTはピストイア県所属を示す。
- アルトパーショ (LU)
- カステルフランコ・ディ・ソット (PI)
- チェッレート・グイーディ
- キエジーナ・ウッツァネーゼ (LU)
- ラルチャーノ (PT)
- ポンテ・ブッジャネーゼ (PT)
- サン・ミニアート (PI)
- サンタ・クローチェ・スッラルノ (PI)

### 気候分類・地震分類
フチェッキオにおけるイタリアの気候分類 (it) および度日は、zona D, 1728 GGである。
また、イタリアの地震リスク階級 (it) では、zona 3 (sismicità bassa) に分類される。

## 行政

### 分離集落
フチェッキオには以下の分離集落（フラツィオーネ）がある。
- Galleno, Le Botteghe, Massarella, Pinete, Ponte a Cappiano, Querce, San Pierino, Torre

## 人物

### 著名な出身者
- アンドレア・タフィ - 自転車ロードレース選手

## 姉妹都市
- Nogent-sur-Oise、フランス - 2014